# Aluminiumorthophosphat
Aluminiumorthophosphat, auch kurz Aluminiumphosphat genannt, ist ein rhombische Kristalle bildendes Aluminiumsalz. In dieser Verbindung liegt Aluminium als dreifach positiv geladenes Kation (Al3+) vor, das mit dem Phosphat-Anion (PO43−) in elektrostatischer Wechselwirkung steht.

## Vorkommen
In der Natur kommt Aluminiumorthophosphat in der wasserfreien Form als farbloses bis hellrosafarbenes Mineral Berlinit und in der wasserhaltigen Form als Variscit vor.

## Synthese

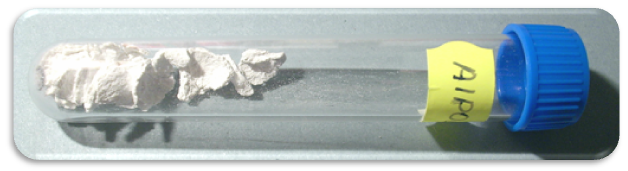
Aluminiumorthophosphat

Das Orthophosphat lässt sich aus Natriumphosphat und einer Aluminiumsalzlösung gewinnen, z. B.:
{\displaystyle \mathrm {Al_{2}(SO_{4})_{3}+2\,Na_{3}PO_{4}\longrightarrow 2\,AlPO_{4}+3\,Na_{2}SO_{4}} }

## Verwendung
Aluminiumorthophosphat wird als Flussmittel bei der Herstellung von Gläsern, Keramiken und Glasuren verwendet. Im Gemisch mit Calciumsulfat und Natriumsilikaten ist es unter dem Begriff Zement bekannt.
Gele, die Aluminiumorthophosphat enthalten, finden in der Medizin Anwendung als Antazidum.
Außerdem wird es als Adjuvans in manchen Impfstoffen eingesetzt, beispielsweise im Pneumokokkenimpfstoff Synflorix bzw. Prevenar 13 oder als Kombination bei AS04 in Hepatitis B- und HPV-Impfstoffen. Es liegt in einer chemisch amorphen Form vor, bei der manche OH-Gruppen mit Phosphatgruppen ersetzt sind. Dies führt zu einer großen Oberfläche und Absorptionskapazität. Der isoelektrische Punkt des kommerziell erhältlichen Adjuvans' liegt im Bereich von 4,5 bis 5,5.

## Handelsnamen
Aluminiumphosphat ist in Deutschland unter dem Namen Phosphalugel im Handel erhältlich.